# Foto Hits
Die Zeitschrift FOTO HITS ist eine 12-mal im Jahr erscheinende Publikumszeitschrift der BetterNet GmbH in Heidelberg. FOTO HITS erscheint seit 2006.
Das Themenspektrum umfasst:
- Portfolios und Bildstrecken zu verschiedenen Themen
- Technikberichte und Labortests
- Bildbearbeitung
- Wettbewerbe und Leseraktionen

## Vereinigung mit Fotoheft
Seit dem 1. Januar 2008 ist FOTO HITS mit der Zeitschrift Fotoheft vereinigt, die mit der Ausgabe 1/2008 zum letzten Mal erschienen ist. Die Zeitschrift Fotoheft erschien unter verschiedenen Namen (Meiers lehrreiches Fotoheft, Meiers Fotoheft) seit 1981.

## Auflagenstatistik
Im vierten Quartal 2012 lag die durchschnittliche verbreitete Auflage nach IVW bei 39.557 Exemplaren. Das sind 3.183 Exemplare pro Ausgabe weniger (−7,45 %) als im Vergleichsquartal des Vorjahres. Die Abonnentenzahl nahm innerhalb eines Jahres um 782 Abonnenten auf durchschnittlich 11.230 pro Ausgabe ab (−6,51 %); damit bezogen rund 28,39 % der Leser die Zeitschrift im Abo.
| Anzahl verbreiteten Ausgaben | Anzahl verbreiteten Ausgaben | Anzahl verbreiteten Ausgaben | Anzahl verbreiteten Ausgaben | Anzahl verbreiteten Ausgaben |
| ---------------------------- | ---------------------------- | ---------------------------- | ---------------------------- | ---------------------------- |
| Quartal                      |                              |                              | Auflage a                    |                              |
| IV/2006                      | IV/2006                      |                              | 40.682                       | 40.682                       |
| IV/2007                      | IV/2007                      |                              | 54.198                       | 54.198                       |
| IV/2008                      | IV/2008                      |                              | 51.530                       | 51.530                       |
| IV/2009                      | IV/2009                      |                              | 51.538                       | 51.538                       |
| IV/2010                      | IV/2010                      |                              | 47.413                       | 47.413                       |
| IV/2011                      | IV/2011                      |                              | 42.740                       | 42.740                       |
| IV/2012                      | IV/2012                      |                              | 39.557                       | 39.557                       |
| Quelle: IVW                  |                              |                              |                              |                              |

| Anzahl der Abonnements | Anzahl der Abonnements | Anzahl der Abonnements | Anzahl der Abonnements | Anzahl der Abonnements |
| ---------------------- | ---------------------- | ---------------------- | ---------------------- | ---------------------- |
| Quartal                |                        |                        | Abos a                 |                        |
| IV/2006                | IV/2006                |                        | 4.073                  | 4.073                  |
| IV/2007                | IV/2007                |                        | 8.162                  | 8.162                  |
| IV/2008                | IV/2008                |                        | 11.807                 | 11.807                 |
| IV/2009                | IV/2009                |                        | 12.450                 | 12.450                 |
| IV/2010                | IV/2010                |                        | 11.796                 | 11.796                 |
| IV/2011                | IV/2011                |                        | 12.012                 | 12.012                 |
| IV/2012                | IV/2012                |                        | 11.230                 | 11.230                 |
| Quelle: IVW            |                        |                        |                        |                        |